# Garden of Bones
Garden of Bones er det fjerde afsnit af anden sæson i serien Game of Thrones, hvor Joffrey Baratheon straffer Sansa Stark for Robb Starks sejre, mens Tyrion Lannister og Bronn forsøger at mildne kongens ondskab. 